# فشتم
فُشتُم، روستایی از توابع بخش کوچصفهان شهرستان رشت در استان گیلان ایران است. این روستا در دهستان لولمان قرار دارد و براساس سرشماری مرکز آمار ایران در سال ۱۳۹۵، جمعیت آن ۱۶۳۶ نفر (۶۰۲ خانوار) بوده‌است.
این روستا در قسمت غربی شهرستان آستانه اشرفیه و از قسمت شرقی به شهرستان کوچصفهان واقع شده. و به دو بخش فشتم علیا و سفلی تقسیم شده است. معروف ترین غذای محلی باقالی با تخم مرغ که با نام محلی (باقلا قاتوت) شناخته می شود.زبان و گویش اصلی زبان گیلکی است. محصولات را میتوان از بادام زمینی و برنج و کدوتنبل و مرکبات و صنایع دستی و الوچه گوجه سبز نام برد.